# 高瀬一矢
高瀬 一矢（たかせ かずや、8月8日生）は、日本のソングライター、編曲家、音楽プロデューサー、レコーディング・エンジニア、キーボーディスト、ギタリスト、DJ。
I've、FUCTORY recordsの代表取締役で、I'veのメインクリエイターの1人。主に美少女ゲームやテレビアニメの主題歌の作曲を担当している。北海道出身。愛称は「タカーセ」。既婚者。
代表曲に「FUCK ME」「美しく生きたい」「birthday eve」「Re-sublimity」など。I've初期の頃は多くの楽曲で作詞も手掛けており、これまでにI'veにおいて作詞、作曲、編曲を担当した楽曲は400曲以上に及ぶ。

## 来歴
父親が中学校の音楽教師という家庭に育ち、2、3歳頃からピアノを習い始める。小・中学校時代は音楽で学年トップの成績だったという。学生時代からバンド活動をするようになり、ジューダス・プリーストや高中正義のコピーバンドを組んでいた。また同時期に、ピアノでABBAなどの好きな曲を耳コピーしたり、ラジオカセットレコーダーを使った多重録音や打ち込みに興味を持つようになり高校時代には初めてオリジナルの作曲をするようになる。
高校卒業後は大学進学を志すも受験に失敗し、水止工や肉屋の配達などのアルバイトをする傍らで個人のロックバンドなどの音楽活動を開始する。その後、洋楽・邦楽問わず様々なジャンルの楽曲に触れる中でデジタル音楽の魅力に目覚め、当時のバンド仲間に誘われて音楽制作会社「FUCTORY RECORDS」を設立。当初はクラブBGM用のユーロビートを始めとするダンス・ミュージックや、カラオケ用音源の制作を主に手掛けていた。当時の作曲作品に、アーケード音楽ゲーム『Dance Dance Revolution』にて使用された「IF YOU WERE HERE」などがある（F.T.K.名義。歌唱はJennifer、作詞はPiccolina）。また、この頃から札幌市内のレコーディングスタジオで、自身のバンド活動をしていたMELLと親交があった。
並行して1997年より美少女ゲーム開発企業として一法師康孝や中沢伴行らと共にI'veを設立。1998年、開発中であったアイドル育成アダルトゲーム『Lips〜笑顔の行方〜』の企画をビジュアルアーツに打診するが、残念ながら企画採用には至らなかった。しかし、同社のブランドの一つである「Key」の折戸伸治がかねてよりサウンド・クリエイターとしての高瀬の活動と作品を高く評価していたことなどから、同社の音楽制作ブランドとして「I've」を立ち上げる運びとなった。
1999年に事実上のI'veのデビュー曲である「FUCK ME」「美しく生きたい」の作詞・作曲・編曲を担当（法人としてのI'veのデビュー曲は「IF YOU WERE HERE」となっている）。以降もI'veの代表的楽曲を数多く発表している。
2003年11月27日、アルバム『SHORT CIRCUIT』の発売記念イベントにKOTOKO・詩月カオリと共に出演。I've初の公式イベントへの参加として注目される。
2005年10月15日、日本武道館にて開催された"I've"としては初のライブ「I've in BUDOKAN 2005 〜Open the Birth Gate〜」にプレイヤーの1人として出演。
2005年12月16日、Key Sounds Labelの主催するゲームミュージック系クラブイベント「OTSU #00』」にゲスト参加する。翌2006年5月3日に行われた「OTSU #01」にも参加。

## 作風
多くの楽曲はトランスを基調としているが、ポップな楽曲からハードロック調の激しい楽曲、バラードや電波ソングまで手掛ける楽曲の曲調は非常に幅広い。かつて「演歌やヒップホップ以外ならなんでも作る」と発言していた。I'veスタッフ間では楽曲制作にあたって、曲調によって各スタッフのカラーを重視し担当者を割り振りしているが、ハード系の楽曲は高瀬が担当することが多いという。
2000年前後までは多くの楽曲で作詞も担当しており、作詞のタイミングについてはいわゆる「曲先」で行われる。MELLの代表曲の一つ『FLY TO THE TOP』では「俺とI'veは、誰よりも高く飛ぶんだ」という思いを歌詞に乗せるなど、その時の自分の思いを歌詞に反映させた楽曲も多数存在する。

## その他
未発売の美少女ゲーム『Lips 〜笑顔の行方〜』の開発時にはグラフィックを担当していた。後の『吐溜 -TRASH-』でもグラフィック担当でクレジットされている。

## 主な楽曲
| 曲名                                     | アーティスト名        | タイアップ・収録作品                                                                           | 担当         |
| ---------------------------------------- | --------------------- | ---------------------------------------------------------------------------------------------- | ------------ |
| FUCK ME（S.P.R. MIX）                    | WORM WORLD            | 『TRUSH VOX zero』収録曲                                                                       | 作編曲       |
| BREAK ME DOWN（EURO MIX）                | VISCIOUS.V            | 『THAT'S EUROBEAT Now Vol.2』収録曲                                                            | 作編曲       |
| IF YOU WERE HERE                         | Jennifer              | 音楽ゲーム『Dance Dance Revolution』搭載曲                                                     | 作編曲       |
| FUCK ME                                  | 美妃                  | PCゲーム『吐溜 -TRASH-』エンディングテーマ                                                     | 作詞・作編曲 |
| Last regrets                             | 彩菜                  | PCゲーム『Kanon』オープニングテーマ                                                            | 編曲         |
| 風の辿り着く場所                         | 彩菜                  | PCゲーム『Kanon』エンディングテーマ                                                            | 編曲         |
| freak of nature：start                   | 彩菜                  | PCゲーム『はつゆきさくら』挿入歌                                                               | 作編曲       |
| 鳥の詩                                   | Lia                   | PCゲーム『AIR』オープニングテーマ                                                              | 編曲         |
| Disintegration                           | Lia                   | I've GIRL's COMPILATION Vol.3『Disintegration』収録曲                                          | 作編曲       |
| SHIFT -世代の向こう-                     | Lia                   | I'veインディーズ・シングル『SHIFT -世代の向こう-』収録曲                                       | 作詞・作編曲 |
| Light colors                             | Lia                   | PCゲーム『智代アフター 〜It's a Wonderful Life〜』オープニングテーマ                           | 編曲         |
| 季節の雫                                 | R.I.E                 | PCゲーム『PILE☆DRIVER』オープニングテーマ                                                      | 作詞・作編曲 |
| Cross talk                               | MARY                  | PCゲーム『ツグナヒ』エンディングテーマ                                                         | 作詞・作編曲 |
| Dream to new world                       | MIKI                  | PCゲーム『こすちゅ〜む』オープニングテーマ                                                     | 作詞・作編曲 |
| One small day                            | AKI                   | PCゲーム『Sweet Palace』エンディングテーマ                                                     | 作詞・作編曲 |
| Take on your will                        | AKI                   | PCゲーム『同心 〜三姉妹のエチュード〜』オープニングテーマ                                      | 作詞・作編曲 |
| RIDE                                     | AKI                   | PCゲーム『同心 〜三姉妹のエチュード〜』エンディングテーマ                                      | 作詞・作編曲 |
| Two face                                 | AKI                   | PCゲーム『Baby Face』エンディングテーマ                                                        | 作詞・作編曲 |
| Pure Heart 〜世界で一番アナタが好き〜    | AKI                   | PCゲーム『Pure Heart 〜世界で一番アナタが好き〜』オープニングテーマ                            | 作曲         |
| Ever stay snow                           | SHIHO                 | PCゲーム『Snow Drop』オープニングテーマ                                                        | 作詞・作編曲 |
| Treating2U                               | 堤伊之助              | PCゲーム『Treating2U』エンディングテーマ                                                       | 作詞・作編曲 |
| birthday eve                             | SHIHO                 | PCゲーム『Sense Off』エンディングテーマ                                                        | 作編曲       |
| Kiss the Future                          | SHIHO                 | PCゲーム『未来にキスを-Kiss the Future-』オープニングテーマ                                    | 作曲         |
| Days of promise                          | SHIHO                 | PCゲーム『D*S 1&2』エンディングテーマ                                                          | 作曲         |
| 美しく生きたい                           | MELL                  | PCゲーム『吐溜 -TRASH-』エンディングテーマ                                                     | 作詞・作編曲 |
| repeat                                   | MELL                  | PCゲーム『堕落』オープニングテーマ                                                             | 作詞・作編曲 |
| FLY TO THE TOP                           | MELL                  | PCゲーム『MAVERICK MAX』オープニングテーマ                                                     | 作詞・作編曲 |
| さよならを教えて                         | MELL                  | PCゲーム『さよならを教えて 〜comment te dire adieu〜』主題歌                                   | 編曲         |
| Out Flow                                 | MELL                  | I've GIRL's COMPILATION Vol.5『OUT FLOW』収録曲                                                | 作編曲       |
| Red fraction                             | MELL                  | TVアニメ『BLACK LAGOON』オープニングテーマ                                                     | 作編曲       |
| Proof                                    | MELL                  | TVアニメ『ハヤテのごとく!』前期エンディングテーマ                                              | 作編曲       |
| KILL                                     | MELL                  | 映画『斬 〜KILL〜』主題歌                                                                      | 作編曲       |
| RIDEBACK                                 | MELL                  | TVアニメ『RIDEBACK』エンディングテーマ                                                         | 作編曲       |
| philosophy                               | MOMO                  | PCゲーム『家族計画』エンディングテーマ                                                         | 作詞・作編曲 |
| GREEDY                                   | MOMO                  | PCゲーム『失格医師』オープニングテーマ                                                         | 作編曲       |
| DROWNING                                 | MOMO                  | PCゲーム『凌辱痴漢地獄』エンディングテーマ                                                     | 作編曲       |
| SNOW                                     | 松澤由美              | PCゲーム『SNOW』オープニングテーマ                                                             | 作編曲       |
| Around the mind                          | 島みやえい子          | PCゲーム『ファントムナイト 夢幻の迷宮2』オープニングテーマ                                     | 作詞・作編曲 |
| To lose in amber                         | 島みやえい子          | PCゲーム『奴隷市場』オープニングテーマ                                                         | 作編曲       |
| 砂の城 -The Castle of Sand-              | 島みやえい子          | PCゲーム『朱 -Aka-』挿入歌                                                                     | 作編曲       |
| Automaton                                | 島みやえい子          | PCゲーム『真説 猟奇の檻』オープニングテーマ                                                    | 作編曲       |
| WHEEL OF FORTUNE (運命の輪)              | 島みやえい子          | 映画『ひぐらしのなく頃に』主題歌                                                               | 作編曲       |
| Super scription of data                  | 島みやえい子          | OVA『ひぐらしのなく頃に礼』オープニングテーマ                                                  | 作編曲       |
| Synthetic Organism                       | Outer                 | PCゲーム『発情カルテ 〜緋色の凌辱肉玩具〜』イメージソング                                      | 作詞・作曲   |
| L.A.M -laze and meditation-              | Outer                 | PCゲーム『懲らしめ 〜狂育的指導〜』エンディングテーマ                                          | 作詞・作編曲 |
| Bullshit!! Hard problem!!                | Outer                 | PCゲーム『猫撫ディストーション』オープニングテーマ                                             | 作編曲       |
| 涙の誓い                                 | KOTOKO                | PCゲーム『とらいあんぐるハート3 〜Sweet Songs Forever〜』オープニングテーマ                    | 作詞・作編曲 |
| I pray to stop my cry                    | KOTOKO                | PCゲーム『凌辱看護婦学院』エンディングテーマ                                                   | 作編曲       |
| Close to me...                           | KOTOKO                | PCゲーム『effect 〜悪魔の仔〜』オープニングテーマ                                              | 作編曲       |
| 同じ空の下で                             | KOTOKO                | PCゲーム『家族計画』オープニングテーマ                                                         | 作詞・作編曲 |
| sensitive                                | KOTOKO                | PCゲーム『犠妹 〜背徳の契り〜』オープニングテーマ                                              | 作編曲       |
| Time heals all sorrows                   | KOTOKO                | PCゲーム『Care 〜癒すべき不治の狂気〜』オープニングテーマ                                      | 作編曲       |
| Feel in tears                            | KOTOKO                | PCゲーム『Heart of Hearts』オープニングテーマ                                                  | 作編曲       |
| Heart of Hearts                          | KOTOKO                | PCゲーム『Heart of Hearts』エンディングテーマ                                                  | 作編曲       |
| Lament                                   | KOTOKO                | I'veインディーズ・アルバム『LAMENT』収録曲                                                     | 作編曲       |
| Change my Style 〜あなた好みの私に〜     | KOTOKO                | PCゲーム『コスって! My Honey』主題歌                                                           | 編曲         |
| Shooting Star                            | KOTOKO                | TVアニメ『おねがい☆ティーチャー』オープニングテーマ                                            | 編曲         |
| LOVE A RIDDLE                            | KOTOKO                | TVアニメ『おねがい☆ティーチャー』エンディングテーマ                                            | 作編曲       |
| snow angel                               | KOTOKO                | TVアニメ『おねがい☆ティーチャー』イメージソング                                                | 作編曲       |
| Wing my Way                              | KOTOKO                | PCゲーム『ファーランドシンフォニー』オープニングテーマ                                         | 作編曲       |
| resolution of soul                       | KOTOKO                | PCゲーム『D+VINE［LUV］』主題歌                                                                | 作編曲       |
| CAVE                                     | KOTOKO                | PCゲーム『DEEP2』オープニングテーマ                                                            | 作曲         |
| went away                                | KOTOKO                | PS2用ゲーム『夏色の砂時計』オープニングテーマ                                                  | 作編曲       |
| Imaginary affair                         | KOTOKO                | PCゲーム『こなたよりかなたまで』オープニングテーマ                                             | 作編曲       |
| Trust You're Truth 〜明日を守る約束〜    | KOTOKO                | OVA『とらいあんぐるハート 〜Sweet Songs Forever〜』オープニングテーマ                          | 作編曲       |
| Short Circuit                            | KOTOKO                | I'veインディーズ・アルバム『SHORT CIRCUIT』収録曲                                              | 作編曲       |
| はじめまして、恋。                       | KOTOKO                | PCゲーム『淫妹BABY』オープニングテーマ                                                         | 作編曲       |
| Abyss                                    | KOTOKO                | PCゲーム『ラストオーダー』オープニングテーマ                                                   | 作編曲       |
| Re-sublimity                             | KOTOKO                | TVアニメ『神無月の巫女』オープニングテーマ                                                     | 作編曲       |
| Suppuration -core-                       | KOTOKO                | TVアニメ『神無月の巫女』挿入歌                                                                 | 作編曲       |
| Collective                               | KOTOKO                | I've GIRL's COMPILATION Vol.6『COLLECTIVE』収録曲                                              | 作編曲       |
| a piacere                                | KOTOKO                | PCゲーム『Chanter -キミの歌がとどいたら-』オープニングテーマ                                   | 作編曲       |
| being                                    | KOTOKO                | TVアニメ『灼眼のシャナ』後期オープニングテーマ                                                 | 編曲         |
| BLAZE                                    | KOTOKO                | TVアニメ『灼眼のシャナII』後期オープニングテーマ                                               | 作編曲       |
| UZU-MAKI                                 | KOTOKO                | KOTOKO 3rdアルバム『UZU-MAKI』収録曲                                                           | 作編曲       |
| ハヤテのごとく!                          | KOTOKO                | TVアニメ『ハヤテのごとく!』前期オープニングテーマ                                              | 作編曲       |
| リアル鬼ごっこ                           | KOTOKO                | 映画『リアル鬼ごっこ』主題歌                                                                   | 作編曲       |
| ε〜Epsilon〜                             | KOTOKO                | KOTOKO 4thアルバム『イプシロンの方舟』収録曲                                                   | 作編曲       |
| SCREW                                    | KOTOKO                | 映画『ASSAULT GIRLS』主題歌                                                                    | 作編曲       |
| WING OF ZERO                             | KOTOKO                | PCゲーム『BALDR SKY ZERO』オープニングテーマ                                                   | 作編曲       |
| Sign of Suspicion                        | KOTOKO                | PCゲーム『BALDR HEART』オープニングテーマ                                                      | 作編曲       |
| faith ～信じる力～                       | KOTOKO                | PCゲーム『閃鋼のクラリアス』オープニングテーマ                                                 | 作編曲       |
| prime                                    | KOTOKO to AKI         | I'veインディーズ・アルバム『Dear Feeling』収録曲                                               | 作編曲       |
| SAVE YOUR HEART                          | KOTOKO to AKI         | PCゲーム『注射器2』オープニングテーマ                                                          | 作編曲       |
| 夏草の線路                               | KOTOKO to AKI         | PCゲーム『Railway 〜ここにある夢〜』主題歌                                                     | 作曲         |
| See You 〜小さな永遠〜                   | KOTOKO&MELL           | PCゲーム『とらいあんぐるハート3 〜Sweet Songs Forever〜』エンディングテーマ                    | 作詞・作編曲 |
| Second Flight                            | KOTOKO&佐藤ひろ美     | TVアニメ『おねがい☆ツインズ』オープニングテーマ                                                | 作編曲       |
| Double HarmoniZe Shock!!                 | KOTOKO to 詩月カオリ  | I'veインディーズ・アルバム『SHORT CIRCUIT II』収録曲                                           | 作編曲       |
| 天壌を翔る者たち                         | Love Planet Five      | アニメ映画『劇場版 灼眼のシャナ』主題歌                                                        | 作編曲       |
| 風と君を抱いて                           | 川田まみ              | PCゲーム『miss you』オープニングテーマ                                                         | 作編曲       |
| I pray to stop my cry -little sea style- | 川田まみ              | PCゲーム『凌辱看護婦学院』イメージソング                                                       | 作編曲       |
| Get my way!                              | 川田まみ              | TVアニメ『ハヤテのごとく!』後期エンディングテーマ                                              | 作編曲       |
| triangle                                 | 川田まみ              | TVアニメ『灼眼のシャナII』前期エンディングテーマ                                               | 作編曲       |
| For our days                             | 川田まみ              | PCゲーム『そして明日の世界より――』オープニングテーマ                                           | 作編曲       |
| Aim 〜we can do all to be fine〜         | 川田まみ              | PCゲーム『シロガネ×スピリッツ!』エンディングテーマ                                             | 作編曲       |
| Dual Force                               | Pixy Lab.             | PCゲーム『運命が君の親を選ぶ 君の友人は君が選ぶ』オープニングテーマ                            | 作編曲       |
| LEVEL OCTAVE                             | MAKO                  | I've GIRL's COMPILATION Vol.8『LEVEL OCTAVE』収録曲                                            | 作編曲       |
| 君+謎+私でJUMP!!                         | Larval Stage Planning | TVアニメ『バカとテストと召喚獣にっ!』オープニングテーマ                                        | 作編曲       |
| Stargazer                                | Larval Stage Planning | TVアニメ『天体のメソッド』オープニングテーマ                                                   | 作編曲       |
| North method                             | Larval Stage Planning | TVアニメ『天体のメソッド』イメージソング                                                       | 作編曲       |
| Got it!!                                 | 朝見凛                | PCゲーム『夏色あさがおレジデンス』挿入歌                                                       | 作編曲       |
| サブリミナル・アジェンダ                 | 柚子乃                | PCゲーム『ギャングスタ・アルカディア 〜ヒッパルコスの天使〜』オープニングテーマ                | 作編曲       |
| In this World                            | 柚子乃                | PCゲーム『BALDR HEART』エンディングテーマ                                                      | 作編曲       |
| Dive into the gate                       | RINA                  | PCゲーム『BALDR BRINGER』エンディングテーマ                                                    | 作編曲       |
| IDOL syndrome.                           | RINA                  | 音楽ゲーム『beatmania IIDX 26 Rootage』搭載曲                                                  | 作編曲       |
| Share the world                          | IKU                   | ドラマCD『魔法少女リリカルなのはINNOCENT サウンドステージ01』オープニングテーマ                | 作編曲       |
| sign                                     | Ray                   | TVアニメ『あの夏で待ってる』オープニングテーマ                                                 | 編曲         |
| 楽園PROJECT                              | Ray                   | TVアニメ『To LOVEる -とらぶる- ダークネス』オープニングテーマ                                  | 作編曲       |
| a-gain                                   | Ray                   | TVアニメ『蒼の彼方のフォーリズム』エンディングテーマ                                           | 作編曲       |
| X-encounter                              | 黒崎真音              | TVアニメ『東京レイヴンズ』前期オープニングテーマ                                               | 作編曲       |
| Break the Blue!!                         | Run Girls, Run!       | TVアニメ『ガーリー・エアフォース』オープニングテーマ                                           | 作編曲       |
| たとえばそれは勇気の魔法                 | 山崎はるか            | TVアニメ『たとえばラストダンジョン前の村の少年が序盤の街で暮らすような物語』オープニングテーマ | 編曲         |

### ボーカル
- L.A.M -laze and meditation-（プロトタイプK.T）
- Last regrets（男声ver.）
- 鳥の詩
- 風の辿り着く場所
- LITTLE BABY NOTHING（Manic Street Preachersのカバー。KOTOKOとのデュエット。）

この他にも、I've活動初期の自身で作詞を担当していた時代に楽曲の仮歌（MELLの『美しく生きたい』など）を高瀬本人が歌唱し、歌い手にデモテープを渡していた（この際ピッチシフトして高音が出るようにしていたというエピソードがある）。

### コーラス参加
- VIDEO-KILLED-THE-RADIO-STAR(ラジオスターの悲劇)/MELL
- Around the mind／島みやえい子
- 明日の向こう／KOTOKO
- Cross Talk／MARY
- Two face／AKI
- Lament／KOTOKO
- Out Flow／MELL
- Dream to new world／MIKI
- Change my Style 〜あなた好みの私に〜／KOTOKO（合いの手）
- めぃぷるシロップ／KOTOKO（合いの手）

## 楽曲提供

### ボーカリスト
I'veのボーカリスト以外に提供したもののみを記載。
- 鳥の詩／Lia（編曲）
- Light colors／Lia（編曲）
- 木の芽風／IKU（編曲）
- 音のない夜空に／IKU（作曲・編曲）
- Rimless〜フチナシノセカイ〜／IKU（作曲・編曲）
- おしまいの嘘／IKU（編曲）
- きっと恋をしている／ミルヒオーレ・F・ビスコッティ（堀江由衣）（作曲・編曲）
- Stand up Ears 〜Princess & Saver Mix〜／ミルヒオーレ・F・ビスコッティ＆シンク・イズミ（堀江由衣・宮野真守）（作曲・編曲）
- 孤独の終わり／ゴドウィン・ドリュール＆エリーナ（若本規夫・田中理恵）（作曲）
- sign／Ray（編曲）
- 告白／Ray（編曲）
- 楽園PROJECT／Ray（作曲・編曲）
- Party time!／Ray（作曲・編曲）
- As for me／Ray（作曲・編曲）
- 君に会いに行こう／Ray（作曲・編曲）
- 季節のシャッター／Ray（編曲）
- a-gain／Ray（作曲・編曲）
- ♡こゆび姫♡／Ray（作曲・編曲）
- now is the time／高木美佑（作曲・編曲）
- Break the Blue!／Run Girls, Run!（作曲・編曲）
- 嘘ツキParADox／茅原実里（作曲・編曲）
- TOON→GO→ROUND!／茅原実里（作曲・編曲）
- FLAGSHIP FANFARE／茅原実里（編曲）
- Dogma／奥井雅美（作曲・編曲）
- CHAOS LOVE／奥井雅美（作曲・編曲）
- X-encounter／黒崎真音（作曲・編曲）
- -Autonomy-／黒崎真音（作曲・編曲）
- ALGO 〜Who Knows It?〜／黒崎真音（作曲・編曲）
- ...Because,in SHADOW／黒崎真音（作曲・編曲）
- Dysnomia -ディスノミア-／黒崎真音（作曲・編曲）
- Trying! Trying!／黒崎真音（作曲・編曲）
- ひまわりと夏／黒崎真音（作曲・編曲）
- Brand new,Standing wings／黒崎真音（作曲・編曲）
- PEACEFUL DAYS／飛蘭（作曲・編曲）
- pledge of stars／綾野ましろ（編曲）
- marionnette／綾野ましろ（作曲・編曲）
- empathy／石原夏織（編曲）
- 僕は空を飛べない／田所あずさ（編曲）

### ゲームBGM
- 同心 〜三姉妹のエチュード〜（CROWD）　※中沢伴行との共作
- 恋愛CHU! -彼女のヒミツはオトコのコ?-（SAGA PLANETS）　※中沢伴行との共作

### アニメーションBGM
- アイドルメモリーズ　※中沢伴行、C.G mix、NAMIとの共作

## 関連ユニット
- HARD STUFF - 中沢伴行とのユニット。
- TRANCE VOX - 一法師康孝とのユニット。
- WORM WORLD、F.T.K
- Outer 等。